# Сражение при Порт-Ройале
Сражение при Порт-Ройале (англ. The Battle of Port Royal) — одна из первых десантных операций во время Гражданской войны в США. Военно-морской флот и армейский экспедиционный отряд северян в ходе этого сражения сумели овладеть проливом Порт-Ройал в Южной Каролине.

## Предыстория

### Приготовления северян
В начале Гражданской войны военному флоту США была поручена задача блокировать побережье южных штатов, однако паровые корабли, котлы которых работали на угле, нуждались в гаванях для регулярного пополнения топлива и припасов. Эта проблема была поручена вниманию специальной Комиссии по стратегии блокады (англ. Blockade Strategy Board) под председательством капитана Сэмюэла Фрэнсиса Дю Понта, созданной распоряжением министра военно-морского флота Гидеона Уэллса.

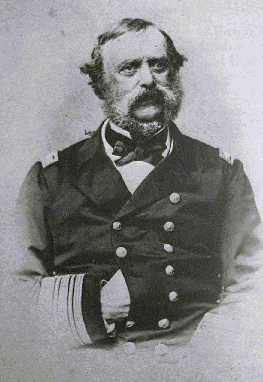
Сэмюэл Фрэнсис Дю Понт

Комиссия изложила свои взгляды на блокаду побережья Южной Каролины в своем втором отчете, датированном 13 июля 1861 года. Члены комиссии считали, что для обеспечения блокады Чарлстона необходимо захватить один из близлежащих портов. Особенное внимание они уделили трём гаваням: заливу Булс к северу от Чарлстона, проливам Сент-Хелена и Порт-Ройал к югу от Чарлстона. Последние две гавани также можно было использовать для блокады Саванны. Комиссия считала Порт-Ройал наилучшим выбором, но, учитывая высокую обороноспособность этого порта, не сочла возможным рекомендовать его захват.
В сентябре, после захвата фортов в заливе Гаттерас, Уэллс разделил Атлантическую блокадную эскадру (англ. Atlantic Blockading Squadron) на две эскадры — Северную и Южную. В октябре сухопутные силы экспедиции начали формироваться в Аннаполисе, а морские — в Нью-Йорке. Точкой рандеву была назначена гавань Хэмптон-Роудс, где экспедиционный отряд задержался на неделю из-за плохой погоды. 23 октября на первой полосе газеты New York Times была опубликована статья, предавшая огласке планы северян. В статье были перечислены все корабли эскадры, имена капитанов и полковых командиров. Газеты южан перепечатали этот материал дословно. Хотя цель экспедиции названа не была, по некоторым деталям командование конфедератов догадалось, что речь идет о Порт-Ройале.
28 октября транспорты с углём и боеприпасами под конвоем 18-пушечного шлюпа Vandalia и вооружённого шестью 32-фунтовыми пушками барка Gem of the Sea первыми покинули Хэмптон-Роудс. На следующий день за ними последовали оставшиеся транспорты и 17 боевых кораблей. Каждый капитан получил от Дю Понта запечатанный конверт с указанием цели экспедиции — пролива Порт-Ройал.
Эскадра в полном порядке достигла мыса Гаттерас, но когда 1 ноября корабли вошли в воды Южной Каролины, погода резко ухудшилась. К середине дня Дю Понт вынужден был распорядиться, чтобы корабли перестали держать строй. Большая часть кораблей сумела выдержать шторм, но некоторые затонули или вернулись обратно из-за полученных повреждений. Канонерская лодка Isaac Smith вынуждена была выбросить за борт почти все пушки, чтобы остаться на плаву. Три транспорта: Union, Peerless и Osceola — затонули или были выброшены на берег, но потерь среди их экипажей не было. Транспорт Governor, малопригодный для открытого моря, с шестьюстами морскими пехотинцами под командованием майора Джона Рейнольдса на борту тоже затонул, спасти удалось всех, кроме семерых человек, и примерно половину амуниции.. Транспорт Winfried Scott едва не затонул, но, передав 500 человек из 50-го Пенсильванского полка на канонерскую лодку Bienville, команда сумела устранить течь и благополучно прибыть в точку рандеву. 4 ноября к эскадре присоединился паровой фрегат Susquehanna под командованием капитана Джеймса Лэрднера, ранее участвовавший в блокаде г. Чарлстона. Разбросанные по морю корабли начали прибывать ко входу в пролив Порт-Ройал 3 ноября, а последний корабль прибыл четыре дня спустя.

### Приготовления южан
Бригадный генерал конфедератов Пьер Гюстав Тутан де Борегар был убеждён, что организовать надёжную береговую оборону пролива Порт-Ройал невозможно, поскольку форты на противоположных берегах пролива будут слишком удалены друг от друга, чтобы поддерживать друг друга огнём. Однако по приказу губернатора Южной Каролины Фрэнсиса Пикенса он подготовил проект возведения двух фортов в устье пролива. Вскоре Борегар был отозван и назначен командующим армией конфедератов в штате Виргиния, а задача строительства фортов была возложена на майора Фрэнсиса Д. Ли из инженерных войск армии Южной Каролины. Перед войной Ли был архитектором и построил несколько церквей в г. Чарлстоне.

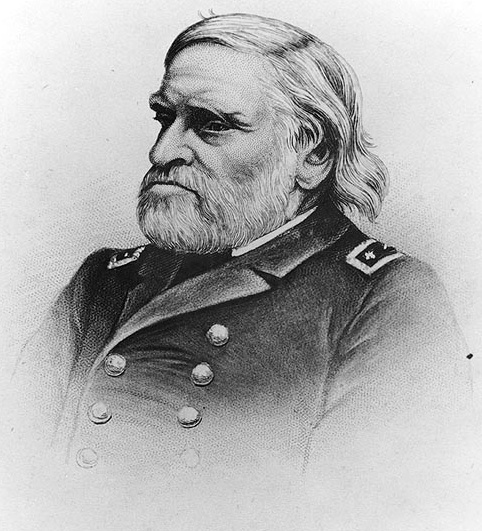
Джосайя Тэттнэлл

Строительство обоих фортов началось в июле 1861 года, но продвигалось медленно. В качестве рабочей силы использовали рабов с местных плантаций, с которыми хозяева расставались неохотно. К началу осады строительство ещё не было завершено. Кроме того, первоначальный проект Борегара пришлось изменить из-за отсутствия тяжёлых орудий, на которые он рассчитывал. Чтобы компенсировать меньший калибр пушек, их количество на прибрежной батарее форта Уокер (изначально планировалось установить семь 10-дюймовых колумбиад) было увеличено до двенадцати орудий меньшего калибра и одной 10-дюймовки. Для размещения большего числа орудий пришлось отказаться от защитных траверсов между ними, из-за чего батарея стала уязвима для анфиладного огня. Помимо тринадцати орудий прибрежной батареи на форте Уокер установили ещё восемь орудий на сухопутном фронте, из которых только три могли время от времени стрелять по кораблям. Ещё одна 8-дюймовая гаубица была привезена в форт, но не установлена на лафет, две карронады были зарыты в песок, и впереди вала была установлена одна 12-фунтовая пушка.
Форт Борегар был также вооружён тринадцатью орудиями. Кроме того, в форте находились ещё две старых испанских 6-фунтовых полевых пушки. На флангах форта находились два укрепления меньшего размера, соединённые с фортом траншеями. Одно было вооружено двумя 24-фунтовыми пушками, а другое тремя 32-фунтовыми.
Гарнизоны фортов усилили: в середине августа в форте Уокер и окрестностях размещалось 687 человек. 6 ноября к ним присоединились ещё 450 пехотинцев, 65 кавалеристов и двухорудийная батарея полевых 12-фунтовых орудий из штата Джорджия. Также в непосредственной близости от форта располагались 650 человек из 15-го полка южнокаролинских добровольцев. Гарнизон форта Борегар в силу его изолированного расположения было пополнить трудно. На острове Филипа находилось 640 человек, из которых 149 разместились в форте, а остальные защищали форт от атак со стороны суши. По причине нехватки транспорта все запоздавшие подкрепления были направлены в форт Уокер.
Орудия форта Уокер в день сражения обслуживали две роты (152 человека) из 1-го артиллерийского полка ополчения Южной Каролины; три роты (210 человек) южнокаролинских добровольцев Хейуорда; четыре роты (260 человек) южнокаролинских добровольцев Дунованта.
Гарнизон форта Борегар состоял из трёх рот 9-го полка южнокаролинских добровольцев, шести рот 12-го полка южнокаролинских добровольцев и ещё нескольких подразделений — всего 619 человек. Из них лишь 83 человека роты H 9-го полка обслуживали орудия главного форта и 66 человек роты D того же полка обслуживали орудия фланговых батарей.
Параллельно со строительством фортов власти штата Джорджия формировали некое подобие военного флота, оборудовав пушками несколько буксиров и портовых судов. Эти корабли не были способны противостоять флоту США в открытом море, однако, благодаря небольшой осадке, свободно перемещались по мелководью у берегов Южной Каролины и Джорджии. Командовал этими кораблями старший флаг-офицер капитан Джосайя Тэттнэлл. Когда эти корабли были зачислены в военно-морской флот Конфедеративных Штатов, Тэттнэлл возглавил береговую оборону штатов Южная Каролина и Джорджия. В окрестностях пролива Порт-Ройал он держал четыре канонерских лодки: колёсный пароход Savannah, вооружённый одной 32-фунтовой пушкой, и три бывших паровых буксира (Resolute, Sampson [1 × 32-фунтовая гладкоствольная, 1 × 12-фунтовая пушка] и Lady Davis [1 × 24-фунтовая, 1 × 12-фунтовая нарезная пушка]).

## Командование сторон

### Соединённые Штаты
Осаду пролива с моря осуществляла Южная атлантическая блокадная эскадра (94 корабля) под командованием флаг-офицера Дю Понта. Для осады с суши Военный департамент выделил отряд (12079 солдат и 574 офицера) под командованием бригадного генерала Томаса Шермана, организованные в три бригады под командованием бригадных генералов Эгберта Вили, Айзека Стивенса и Горацио Райта. В планировании операции также принимал участие генерал-квартирмейстер бригадный генерал Монтгомери Мигс.

### Конфедерация
17 октября 1861 года бригадный генерал Томас Дрэйтон, выпускник военной академии США, принадлежавшей к влиятельному семейству из Чарлстона, был назначен командующим Третьим военным округом Департамента Южной Каролины, в который входили оба форта, защищавшие Порт-Ройал.

## Боевые действия

### 4 ноября

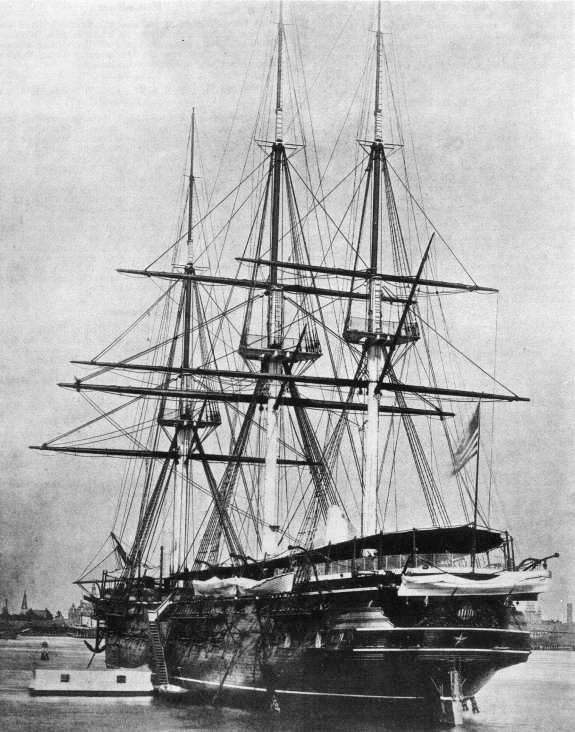
Фрегат Wabash

4 ноября северяне занялись поиском фарватера, поскольку конфедераты заблаговременно сняли все бакены. Гидрографическое судно Vixen под командованием гражданского капитана Чарльза Бутелля в сопровождении канонерских лодок Ottawa, Seneca, Pembina и Penguin занялось промерами дна. К 3 часам дня фарватер был обнаружен и обозначен буями, после чего основные силы северян заняли позицию в пяти милях от фортов, а канонерки Ottawa, Seneca, Pembina и Penguin — в трех милях. Джосайя Тэттнэлл силами своих четырёх канонерок попытался атаковать стоявшую на якоре эскадру, но вынужден был отступить перед превосходящими силами северян.

### 5 ноября
В 6:40 утра 5 ноября отряд под командованием бригадного генерала Райта — канонерские лодки северян Ottawa (флаг коммодора Джона Роджерса), Seneca, Pembina, Curlew, Isaac Smith и Pawnee — собирался вновь войти в пролив, чтобы вызвать на себя огонь батарей противника и определить их огневые возможности. В это время им навстречу вновь вышли канонерские лодки южан, но их снова отогнали артиллерийским огнём, после чего разведка боем все-таки была проведена.
Когда разведывательный отряд вернулся на якорную стоянку, и капитаны боевых кораблей собрались, чтобы составить план штурма фортов, генерал Шерман поставил флаг-офицера Дю Понта перед фактом, что сухопутные войска не будут принимать участие в операции. Потеря кораблей во время шторма оставила армейский десант без плавсредств и боеприпасов. Шерман считал необходимым дождаться транспорта Ocean Express, который должен был доставить боеприпасы и тяжёлое вооружение, но задерживался из-за непогоды. В 8:30 утра Дю Понт, не желая откладывать начало штурма, приказал своим кораблям перейти в атаку, сосредоточив огонь на форте Уокер. Однако в 14:00 при входе в пролив флагманский корабль, винтовой 42-пушечный фрегат Wabash, имевший осадку 6,7 метра, сел на мель. Через полчаса, когда его удалось стащить с мели, погода ухудшилась, и день заканчивался, поэтому Дю Понт приказал отряду отойти от берега и встать на якорь примерно в шести милях от форта Борегар.

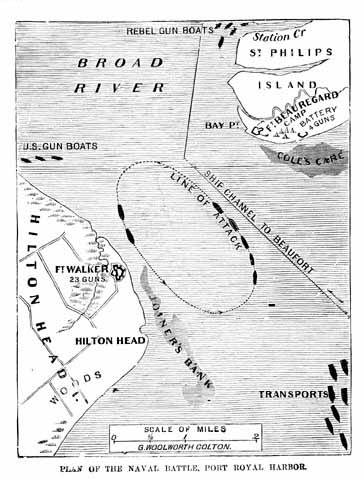
План боя

### 6 ноября
День 6 ноября выдался ветреный, и Дю Понт отложил атаку ещё на один день. Тем временем капитан флота (начальник штаба) Чарльз Генри Дэвис обратился к нему с предложением вести обстрел фортов, не останавливая корабли. Эта тактика принесла северянам успех во время боя в заливе Гаттерас. Согласно окончательному решению Дю Понта, эскадра должна была войти в пролив посередине, попутно обстреляв оба форта. Миновав форты, самые крупные корабли должны были повернуть последовательно влево и атаковать форт Уокер. Миновав форт, они должны были снова повернуть и повторять манёвр, пока задача не будет выполнена. Более легкие суда должны были пройти вглубь пролива и отбивать атаки канонерских лодок Тэттнэлла.

### 7 ноября

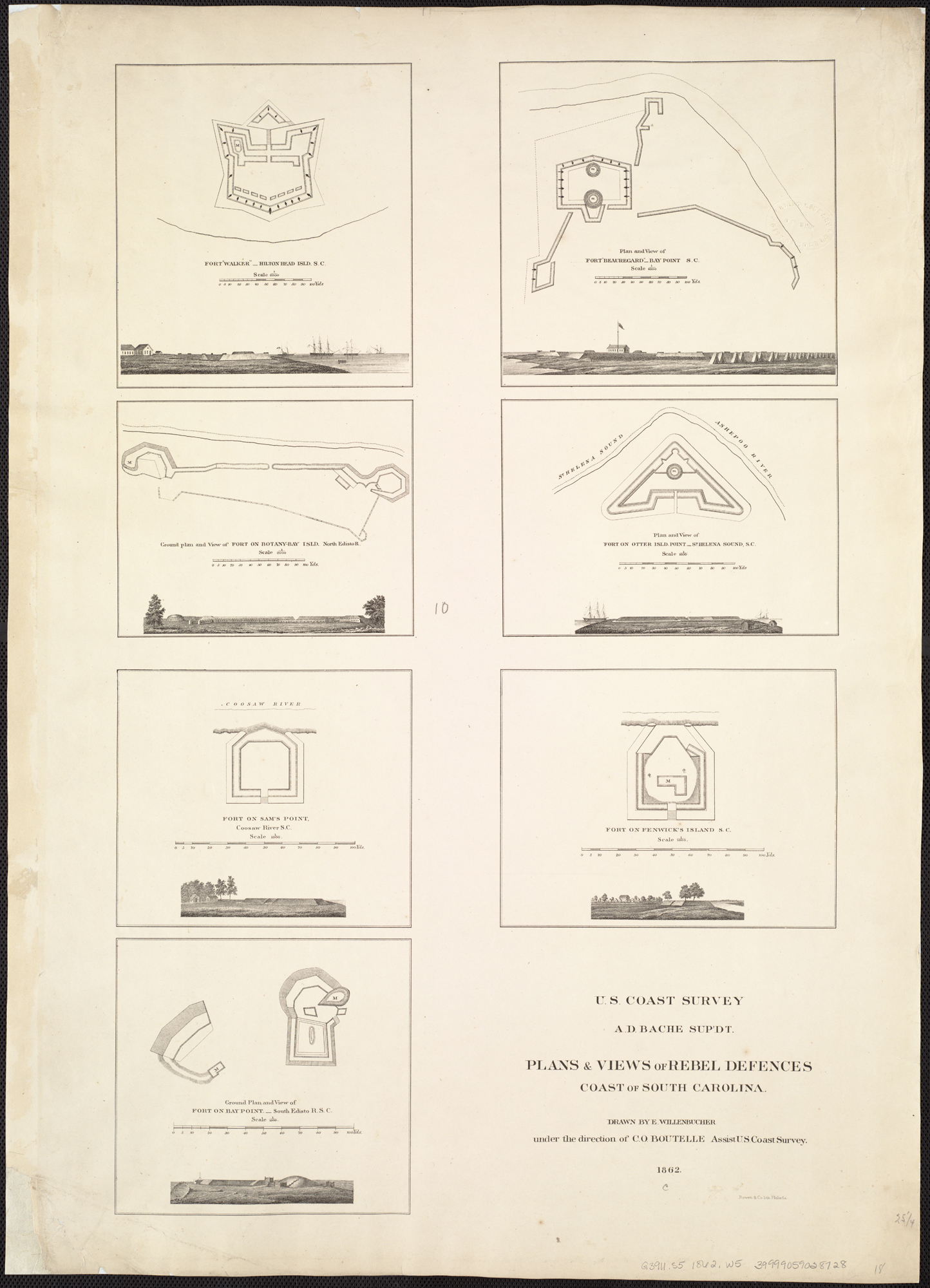
Планы фортов Уокер (слева вверху) и Борегар (справа вверху)

7 ноября на море наступило затишье. В 8:30 утра эскадра северян построилась в две колонны и двинулась вглубь пролива. Колонну главных сил составляли десять кораблей: флагманский Wabash (коммодор Джон Роджерс), колёсный 15-пушечный фрегат Susquehanna (капитан Джеймс Лэрднер), канонерские лодки Mohican (шесть пушек, коммодор Сильванус Гордон), Seminole (пять пушек, коммодор Дж. Гиллис), Pawnee (десять пушек, лейтенант Р. Уайни), Unadilla (четыре пушки, лейтенант Н. Коллинс), Ottawa (четыре пушки, лейтенант Т. Стивенс), Pembina (четыре пушки, лейтенант Джон Бэнкхед), пароход Isaac Smith (лейтенант Дж. Николсон) и парусный шлюп Vandalia (двадцать пушек, коммодор Ф. Хэггерти). Ещё несколькими днями ранее Isaac Smith остался без пушек, которые пришлось выбросить за борт во время шторма, однако тащил на буксире шлюп Vandalia. Колонна прикрытия состояла из пяти канонерских лодок: Bienville (девять пушек, коммодор Чарльз Стидман), Seneca (четыре пушки, лейтенант Дэниел Эммен), Curlew (семь пушек, лейтенант Уэтмоу), Penguin (пять пушек, лейтенант Т. Бадд), и Augusta (девять пушек, коммодор Пэрротт). Канонерка R. B. Forbes (две пушки) и вооружённый буксир Mercury (одна пушка) оставались в арьергарде и защищали транспорты.
Сражение началось в 9:26 утра, когда одна из пушек форта Уокер сделала выстрел в сторону приближающегося флота северян (снаряд разорвался сразу по выходе из ствола, не причинив никому вреда). Сразу после этого открыли огонь остальные орудия фортов, а корабли северян, в свою очередь начали стрелять по фортам с обоих бортов. Большая часть снарядов с обеих сторон перелетала цели. Корабли Дю Понта прошли вдоль берега и в 10:00 достигли точки поворота, однако повернули в соответствии с планом только Wabash и Susquehanna. Третий корабль в ордере, канонерка Mohican под командованием коммодора Сильвануса Уильяма Гордона остановилась за пределами досягаемости орудий форта Уокер и продолжала вести по укреплениям южан анфиладный огонь. Решение Гордона привело в замешательство остальные корабли северян, и они тоже вышли из строя. После того, как Wabash и Susquehanna трижды прошли вдоль форта Уокер, приближаясь к нему на 200—300 метров, к ним в кильватер неожиданно пристроилась канонерка Bienville. В 11:30 снаряд северян сбил флаг на форте Уокер. Во время боя к отряду присоединился винтовой шлюп Pocahontas (коммодор Персиваль Дрэйтон), вооружённый шестью пушками и прибывший с о-ва Тайби в устье р. Саванна.
Анфиладный огонь канонерок наносил форту Уокер большие разрушения. К полудню были выведены из строя все орудия прибрежной батареи, кроме трёх, при этом орудийная прислуга была полностью измотана. Около 12:30 генерал Дрэйтон покинул форт, чтобы привести подкрепления, передав командование полковнику Уильяму Хейуорду и приказав удерживать укрепление до последней возможности. Вернувшись в 14:00, Дрэйтон обнаружил, что форт оставлен гарнизоном, поскольку закончился порох для пушек.
В 13:15 Wabash поднял сигнал, извещающий, что гарнизон форта Уокер оставляет позиции. Коммодор Джон Роджерс во главе десантного отряда численностью 650 человек сошёл на берег, занял опустевшее укрепление и в 14:20 поднял над фортом флаг США. Преследовать южан десант не стал.
Форт Борегар пострадал гораздо меньше, чем форт Уокер, но его комендант полковник Дуновант опасался, что северяне могут отрезать ему единственный путь отступления. Когда стрельба на противоположном берегу пролива стихла и с кораблей северян раздались радостные крики, полковник понял, что его подчиненные в опасности. Он приказал всем войскам, находившимся на о-ве Филип-Айленд, оставить позиции. Южане ушли, не взорвав пороховые погреба, чтобы не привлекать внимание противника. Их отход остался незамеченным, и только когда канонерка Seneca приблизилась к форту и не была обстреляна, выяснилось, что форт опустел. Поскольку день уже заканчивался, подъём флага США на форте Борегар отложили до следующего утра.

## Последствия
Флаг-офицер Дю Понт передал захваченные форты под командование генерала Шермана. Впоследствии форт Уокер был переименован в форт Уэллс, а форт Борегар — в форт Сьюард.
За три часа боя фрегат Susquehanna получил десять попаданий в корпус и двадцать-тридцать в рангоут и такелаж; два человека были убиты осколками снаряда. В канонерку Mohican попало шесть снарядов, причинивших незначительные повреждения; один человек был убит, семеро ранено (в том числе исполняющий обязанности штурмана Айзек Сейберн). Девять раз снаряды южан попали в канонерку Pawnee и пять раз — в Bienville. Всего северяне потеряли 8 человек убитыми и 23 ранеными.
Южане потеряли все орудия и припасы, а также около 50 человек ранеными и убитыми.